# Никос Гацос
Никос Гацос (8. децембар 1911. - 12. мај 1992) био је грчки песник, преводилац и текстописац.

## Биографија
Никос Гацос је рођен 1911. године у селу Асеа у округу Аркадија, на Пелопонезу, где је завршио основну школу (димотико). Похађао је средњу школу (гимнасио) у Триполију, где се упознао са књижевношћу и страним језицима. После се преселио у Атину, где је две године студирао књижевност, филозофију и историју на Атинском универзитету. Његово знање енглеског и француског било је прилично добро и већ се упознао са Костисом Паламасом, Дионизиосом Соломосом, грчким народним песмама и новим трендовима европске поезије. У Атини је ступио у контакт са књижевним круговима постајући један од доживотних пријатеља колеге песника Одисеаса Елитиса и објавио своје песме, мале и у класичном стилу, у часописима Неа Естиа (1931–32) и Ритмос (1933). Током тог периода објавио је критике и у часописима Μακεδονικες Ημερες, Ритмос (Ρυθμος) и Неа Грамата (Γα ραμματα).
1935. живео је у Француској, у Паризу и на југу Француске. 1936. године упознао је Одисеаса Елитиса, свог "брата" по поезији.
Године 1943. Аетос је објавио његову дугу песму Аморгос, велики допринос савременој грчкој поезији, посебно због комбинације надреализма са мотивима традиционалне грчке народне поезије. Никос Гацосова дубоко тајанствена песма Аморгос, названа по грчком острву које никада није посетио и коју је написао током нацистичке окупације, јединствено је дело на коме почива његова репутација. То је предивни рецитал на тему губитка и наде - јединствени спој надреализма, симболизма и народне песме - лирске и еротске, понекад слављеничке, понекад горке.
Потом је објавио још три песме: „Елегија“ (1946) у Филологики Хроники, „Витез и смрт“ (Ο πποτης κι ο θανατος) (1947), и „Песму о старим временима“ (Τραγουδι του παλιου καιρ), посвећену Јоргосу Сеферису, у часопису Тахидромос.
Након Другог светског рата, радио је са грчко-британском ревијом као преводилац и са државном РТВ станицом( Ελληνική Ραδιοφωνία Τηλεόραση) као радио-директор. У том периоду започео је и писање текстова за музику Маноса Хаџидакиса, отворивши блиставу каријеру као модеран грчки текстописац. Сарађивао је и са Микисом Теодоракисом и другим запаженим композиторима.
Његов рад у целини комбинује универзалне поетске теме попут проблема зла, неправде, жртве и бола љубави, тачније проблема Грка, као што су туге у егзилу.
Његова способност да тачно преводи језике довела је до тога да су му „Позориште уметности“, „Народно позориште“ и „Популарно позориште“ Грчке поверили преводе различитих представа - преводе који су постали „легендарни“ - пре свега „Крвава свадба" аутора Федерика Гарсије Лорке.
Имао је посебан однос са Маносом Хаџидакисом и Наном Мускури. Његови британски пријатељи били су Филип Шерард, Петер Леви и Питер Џеј, а његов ирски пријатељ Дезмонд О’Грејди.
Умро је у Атини 12. маја 1992.

## Библиотека Харвард
Архива грчког песника и текстописаца Никоса Гацоса пронашла је стални дом у библиотеци универзитета Харварда у Кембриџу. Обухвата богату збирку рукописа, штампаног материјала, свезака, преписки, књига, фотографија и музичких записа као нпр. осамнаест писама Одисеја Елитиса (у распону од три до двадесет и пет страница), разгледнице његове добре пријатељице и популарне певачице Нане Мускури, снимљене албуме са потписима композитора, касете на налепницама „песме у току“ итд.
Грчкој публици представио је радове Федерика Гарсије Лорке, Арчибалда МекЛеиша, Јуџина О’Нила и Аугуста Стриндберга. Гацосове песме и текстови преведени су на енглески, француски, дански, шпански, италијански, каталонски, корејски, шведски, турски и фински. 1987. добио је награду града Атине за животно дело, а 1991. године проглашен је за заменика члана Краљевске академије ликовних уметности у Барселони због доприноса промоцији шпанске књижевности у Грчкој.

## Преводи
Никос Гацос је посветио доста времена превођењу представа с различитих језика на грчки језик, углавном за Грчко национално позориште, Грчко позориште уметности и Грчко народно позориште. Године 1944. превео је (за Филологику Хронику) песму „Ноћна песма“ Федерика Гарсије Лорке. Превео је и следеће комаде:
- Федерицо Гарсија Лорка
  - Крвава свадба
  - Кућа Бернарда Албе
- Аугуст Стриндберг
  - Отац
- Јуџин О’Нил
  - Дуго путовање у ноћ

Све представе које је превео су постављене у Грчком народном позоришту и Грчком позоришту уметности. Поред тога, режирао је представе током свог посла на грчком радију.

## Текстови
Никос Гацос је имао велику улогу песника у грчкој песми. Писао је текстове за велике грчке композиторе, укључујући Маноса Хаџидакиса, Микиса Теодоракиса, Ставроса Ксархакос, Демоса Моутсиса, Лоукијаноса Келаидониса, Кристодоулоса Калариса и Елени Караиндроу. Написао је текстове за неколико филмова и за филм "Америка-Америка" Елије Казана. Његови текстови познати су широм света посредством Нане Мускури.
Његови текстови песама прикупљени су у књизи Ола та трагоудиа (Патакис, 1999).

## Изаберана библиографија
Следећа библиографија укључује главне Гацосове публикације на грчком језику и књиге које садрже или укључују знатан број енглеских превода Гацосових списа. Грчки текст Аморгос, најпознатијег Гацосовог дела, није дат појединачно јер је дат кроз низ издања на грчком, од којих је већина у међувремену није више у штампи.
- Никос Гацос. Позориште: Федерико Гарсија Лорка. Hellēnikē apodosē. Икарос 1990.
- Никос Гацос Physa aeraki, physa me mē chamēlōneis isame. прометопида Одисеас Елитис; партитура Маноу Цацидаки. Ikaros Ekdotikē Hetairia 1992.
- Никос Гацос. Аморгос. превела Сали Парсел. (1980; репр. 1986; изд. Лондон, Anvil Press Poetry, 1998.
- М. Бајрон Раизис. Преводи грчке поезије. Атина, Efstathiadis, 1981.
- Петер Биен, Петер Константине, Едмунд Кили, Карен Ван Дајк. Век грчке поезије: 1900–2000, двојезично изд. River Vale, NJ, Cosmos Pub., 2004.
- Кочијаш: Годишњи преглед модерне грчке културе број 36 1995-1996 (специјални двоструки број Никос Гацос)
- Кимон Фриар. Модерна грчка поезија. Атина, Edstathiadis, 1993.